# Yvonne Zimmermann
Yvonne Zimmermann (* 1969) ist eine deutsche Medienwissenschaftlerin und Filmhistorikerin.

## Leben
Nach dem Studium der Germanistik, Filmwissenschaft und Englischen Literaturwissenschaft an der Universität Zürich  war sie von 2003 bis 2006 wissenschaftliche Mitarbeiterin im SNF-Projekt „Ansichten und Einstellungen: Zur Geschichte des dokumentarischen Films in der Schweiz 1896–1964 / Vues et points de vue: Vers une histoire du film documentaire en Suisse 1896–1964“ des Seminars für Filmwissenschaft der Universität Zürich. Nach der Promotion 2001 war sie an der Universität Zürich 2006 bis 2010 wissenschaftliche Oberassistentin am Seminar für Filmwissenschaft der Universität Zürich. Seit 2013 ist sie Professorin für Medienwissenschaft mit dem Schwerpunkt Medienorganisation und ihre ästhetische, historische und theoretische Dimension an der Philipps-Universität Marburg. Seit 2020 ist sie Professorin für Medienwissenschaft mit dem Schwerpunkt Geschichte und Pragmatik visueller Medien an der Philipps-Universität Marburg.
Ihre Forschungsschwerpunkte sind Geschichte und Pragmatik visueller Medien, Bilddokumentarische Formen, Gebrauchsfilm und non-theatrical Film, Werbung und Avantgarde, früher Film und Geschichte der Projektionskunst, Laterna Magica und des Screen.

## Schriften (Auswahl)
- Bergführer Lorenz. Karriere eines missglückten Films. Marburg 2005, ISBN 3-89472-511-7.
- mit Irmbert Schenk und Margrit Tröhler (Hg.): Film – Kino – Zuschauer. Filmrezeption. Film reception. Marburg 2010, ISBN 978-3-89472-524-2.
- Hg.: Schaufenster Schweiz. Dokumentarische Gebrauchsfilme 1896–1964. Zürich 2011, ISBN 978-3-85791-605-2.
- mit Bo Florin und Patrick Vonderau: Advertising and the Transformation of Screen Cultures. Amsterdam 2021, ISBN 978-94-6298-915-3.